# Khu dự trữ sinh quyển ven biển và biển đảo Kiên Giang

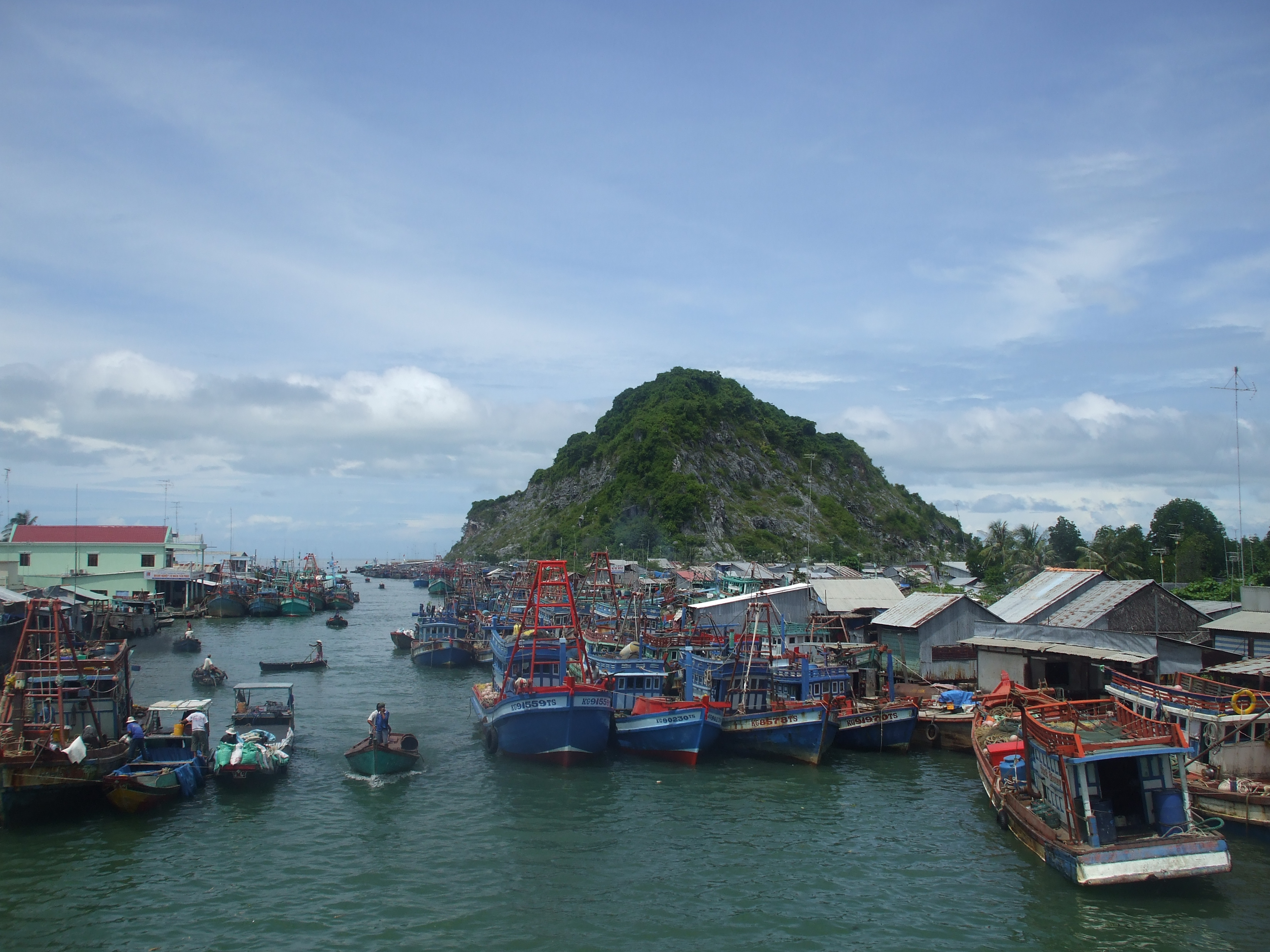
Bến cá Ba Hòn, Kiên Lương.

Khu dự trữ sinh quyển ven biển và biển đảo Kiên Giang là khu dự trữ sinh quyển thế giới thuộc vùng ven biển và vùng biển Kiên Giang. Tại kỳ họp thứ 19 từ ngày 23 đến 27/10/2006 tại Paris, UNESCO đã công nhận khu dự trữ sinh quyển này. 

## Tổng quan
Với diện tích hơn 1,1 triệu ha, khu dự trữ sinh quyển Kiên Giang là khu dự trữ sinh quyển lớn thứ 2 trong 8 khu dự trữ sinh quyển của Việt Nam đã được UNESCO công nhận khu dự trữ sinh quyển thế giới, sau Khu dự trữ sinh quyển miền tây Nghệ An. Khu DTSQ Kiên Giang chứa đựng sự phong phú, đa dạng và đặc sắc về cảnh quan và hệ sinh thái. Có thể thấy ở đây từ rừng tràm trên đất ngập nước, rừng trên núi đá – núi đá vôi đến hệ sinh thái biển mà trong đó tiêu biểu là thảm cỏ biển gắn liền với loài động vật quý hiếm là bò biển... Đây là khu dự trữ sinh quyển thứ năm của Việt Nam được UNESCO công nhận.
Khu dự trữ sinh quyển Kiên Giang trùm lên địa phận các huyện Kiên Lương, Kiên Hải, U Minh Thượng và thành phố Phú Quốc, có ba vùng lõi thuộc các Vườn quốc gia U Minh Thượng, Vườn quốc gia Phú Quốc và rừng phòng hộ ven biển Kiên Lương - Kiên Hải.

## Đa dạng sinh học
Khu DTSQ Kiên Giang là nơi bảo vệ đa dạng cảnh quan thiên nhiên, trong có một số mẫu tiêu biểu. Mẫu cảnh quan tiêu biểu và độc đáo rừng tràm (Melaleuca) trên đất than bùn của hệ sinh thái úng phèn khu vực U Minh Thượng, vùng đất ngập nước quan trọng của vùng hạ lưu sông Mê Công. Mẫu cảnh quan thứ hai thuộc khu vực đảo Phú Quốc, là nơi có nhiều sông suối, đặc biệt là các bãi tắm chạy dài dọc bờ biển như Giếng Ngự, Bãi Khem, Bãi Sao, Bãi Vòng, Bãi Thơm, Bãi Vũng Bầu, Bãi Cửa Cạn, Bãi Dài tạo nên một quần thể du lịch sinh thái hấp dẫn.
Các mẫu còn lại thuộc hai huyện Kiên Lương – Kiên Hải với hơn 30% diện tích là đồi núi và hải đảo; mẫu cảnh quan rừng ngập mặn ven biển và rừng tràm ngập nước theo mùa vùng Tứ giác Long Xuyên. Để được UNESCO công nhận là khu DTSQ thế giới, công việc chuẩn bị không dễ dàng. Trong nhiều năm, các nhà khoa học của Việt Nam và quốc tế đã liên tục tiến hành những cuộc khảo sát, nghiên cứu sâu rộng trên nhiều lĩnh vực, từ tự nhiên đến xã hội của toàn bộ diện tích đề cử. Và chỉ riêng hồ sơ đề cử khu DTSQ Kiên Giang gửi cho UNESCO cũng phải điều chỉnh, bổ sung nhiều lần.

### Hệ thực vật
Về sự đa dạng hệ sinh thái, khu DTSQ Kiên Giang là nơi tập trung nhiều hệ sinh thái rừng nhiệt đới: hệ sinh thái rừng nguyên sinh và rừng thứ sinh với ưu thế cây họ Dầu (Dipterocarpaceae); hệ sinh thái rừng trên núi đá với ưu thế của loài ổi rừng (Trestonia mergvensis) và hoàng đàn (Dacrydium pierrei); hệ sinh thái rừng ngập chua phèn (Tràm Melaleuca cajuputi); hệ sinh thái rừng ngập mặn (đước, sú, vẹt, mắm,... đặc biệt là loài cóc đỏ Lumnitzera rosea (Gaud.) Presl. còn sót lại duy nhất ở Việt Nam); hệ sinh thái rú bụi ven biển; hệ sinh thái rạn san hô, cỏ biển.
Trong hệ sinh thái rừng úng phèn của đồng bằng sông Cửu Long thì chỉ còn duy nhất hệ thực vật rừng của vùng lõi thuộc VQG U Minh Thượng có những đặc điểm của rừng cực đỉnh nguyên sinh. Đó là các ưu hợp rừng tràm hỗn giao và rừng tràm trên đất than bùn với diện tích gần 3000 ha. Các đầm lầy và các sinh cảnh thực vật trên các kênh đê nằm xen kẽ rải rác trong các khu rừng tạo nên những khu cư trú thích hợp cho các loài động vật hoang dã.
Ở khu DTSQ Kiên Giang, giá trị về bảo tồn nguồn gen là rất to lớn. Riêng tại khu vực VQG U Minh Thượng, hiện nay đã điều tra được 250 loài thực vật, trong đó 243 loài đã được định danh, có 8 loài rất hiếm và 71 loài hiếm có. Theo các nhà khoa học, ưu hợp tràm trên đất than bùn và ưu hợp rừng hỗn giao: mốp, trâm, tràm trên đất U Minh Thượng là những ưu hợp rừng tự nhiên ở giai đoạn cực đỉnh nguyên sinh trong hệ sinh thái rừng úng phèn còn sót lại của Việt Nam, vì thế nó có ý nghĩa quan trọng trong nghiên cứu và bảo tồn.
Thực vật Phú Quốc mang nét đặc trưng của vùng hải đảo, nơi tập trung 3 luồng thực vật di cư là hệ thực vật Mã Lai - Inđônêsia, Hymalasia - Vân Nam, Quỳ Châu Trung Quốc và hệ thực vật Ấn Độ - Miến Điện. Thực vật nơi đây phong phú về thành phần loài, nhiều loài quý hiếm, đặc hữu có giá trị cho nghiên cứu khoa học, bảo tồn nguồn gen và kinh tế. Phú Quốc có 529 loài thực vật thuộc 118 họ và 365 chi, trong đó có 8 loài đặc hữu, đặc biệt có 2 loài mới cho khoa học là Ceremium phuquoensis Phamh nov sp và loài Porphyra tanake Phamh nov sp thuộc họ Rhydophyceae.
Trong 42 loài được ghi vào sách đỏ, có 11 loài tuyệt chủng hoặc có nguy cơ tuyệt chủng, 20 loài quý hiếm, 8 loài bị đe doạ và 3 loài nguy cấp. Khu vực Kiên Lương - Kiên Hải, thực vật rừng chịu ảnh hưởng của hai luồng thực vật: luồng thực vật Mã Lai - Inđonesia, luồng thực vật ấn Độ - Miến Điện và chịu ảnh hưởng của các loài cây bản địa. Hệ thực vật nơi đây có 182 loài thuộc 59 họ, thực vật trong vùng ngập mặn có 39 loài ưu thế là cây mắm, đước,... Thực vật rừng tràm có 47 loài, thuộc 30 họ, với cây tràm là loài chiếm ưu thế.

### Hệ động vật
Khu hệ động vật ở U Minh Thượng tuy không giàu so với các khu bảo vệ khác ở Việt Nam, nhưng lại có ý nghĩa quan trọng đối với hệ sinh thái rừng ngập nước úng phèn và khu vực Đồng bằng Sông Cửu Long, đặc biệt các nhà khoa học phát hiện được loài Rái cá lông mũi (Lutra sumatrana) là loài hiếm ghi trong Sách Đỏ động vật Việt Nam và Sách Đỏ thế giới (IUCN).
Động vật hoang dã ở khu vực Kiên Lương - Kiên Hải - Hà Tiên có 28 loài thú thuộc 8 bộ tập trung chủ yếu ở Hòn Chông, số lớn trong đó là loài đặc hữu Đông Nam Á, một số có nguồn gốc Ấn Độ, Miến Điện từ phía Tây di cư sang, một số loài Mã Lai từ phía Nam đi lên. Do khu vực này có nhiều vách đá, hang động, vịnh biển..., thích hợp cho các loài thú nhỏ và chim nước với số lượng lớn và chủng loại phong phú. Trong 55 loài chim phát hiện được, nhiều loài có ý nghĩa đặc biệt quan trọng đối với bảo vệ đa dạng sinh học ở Việt Nam và trên thế giới như: sếu cổ trụi, cò quắm cánh xanh và hạc cổ trắng (Ciconia episcopus), là những loài đang có nguy cơ tuyệt chủng.
Động vật đặc hữu đảo Phú Quốc ngoài chó Phú Quốc (Canis dingo), còn có hai phân loài chim là chìa vôi vàng (Motacilla flava) và hút mật đỏ (Aethopyga siparaja). Tính quý hiếm của động vật đảo Phú Quốc còn thể hiện ở 23 loài ghi trong Sách Đỏ, trong đó loài có nguy cơ tuyệt chủng là rắn hổ mây, vích (Chenolia mydas), cá sấu nước ngọt (Crocodylus siamensis), đồi mồi (Eretmochelys imbricata), chồn bay (Petaurista petauríta), vượn má trắng (Hylopetes lar), voọc mông trắng (Presbytis francoisi), gấu chó (Helaretos malayanus).
Về mặt khoa học, các nhà khoa học chia ra thành nhiều hệ sinh thái khác nhau ở mỗi khu vực khác nhau. Rạn san hô và các thảm cỏ biển ở vùng biển Phú Quốc là một hệ sinh thái như vậy. Hệ sinh thái này phân bố ở vùng triều và dưới triều dọc theo bờ biển ở phía bắc đảo Phú Quốc (từ Rạch Tràm đến Gành Dầu), dọc bờ biển phía Đông đảo (từ Mũi Dương đến Bãi Thơm, Xà Lực, vùng Bãi Bổn, Hàm Ninh, bắc Bãi Vòng, mũi Chùa) và vùng Đông Nam đảo (An Thới).
Nơi đây còn đang lưu giữ quần thể Bò biển (Dugong dugon) và chúng đang bị đe doạ bởi sự đánh bắt lấy thịt và buôn bán các bộ phận cơ thể để làm thuốc. Quần thể Dugong ở Phú Quốc có mối quan hệ mật thiết với quần thể Dugong sống ở vùng biển Campuchia. Ngoài ra, khu vực này còn xuất hiện các loài rùa biển quý hiếm trên thế giới như: vích (Chenolia mydas), đồi mồi (Eretmochelys imbricata), quản đồng (Lepictochelys elivacca) và rùa da. Hiện nay, rạn san hô và thảm cỏ biển Phú Quốc đang được xúc tiến thành lập khu bảo tồn biển quốc gia để tăng cường khả năng bảo vệ trước những tác động quá mức của con người.

## Hình ảnh

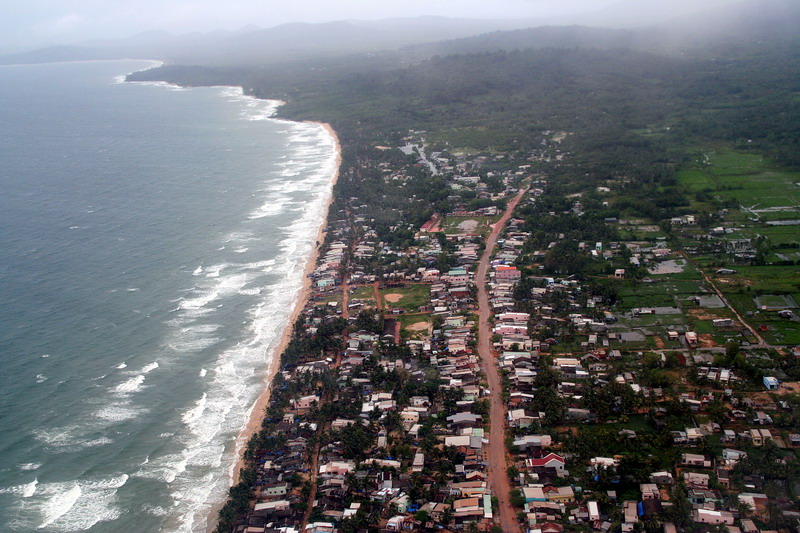
Bờ biển Phú Quốc
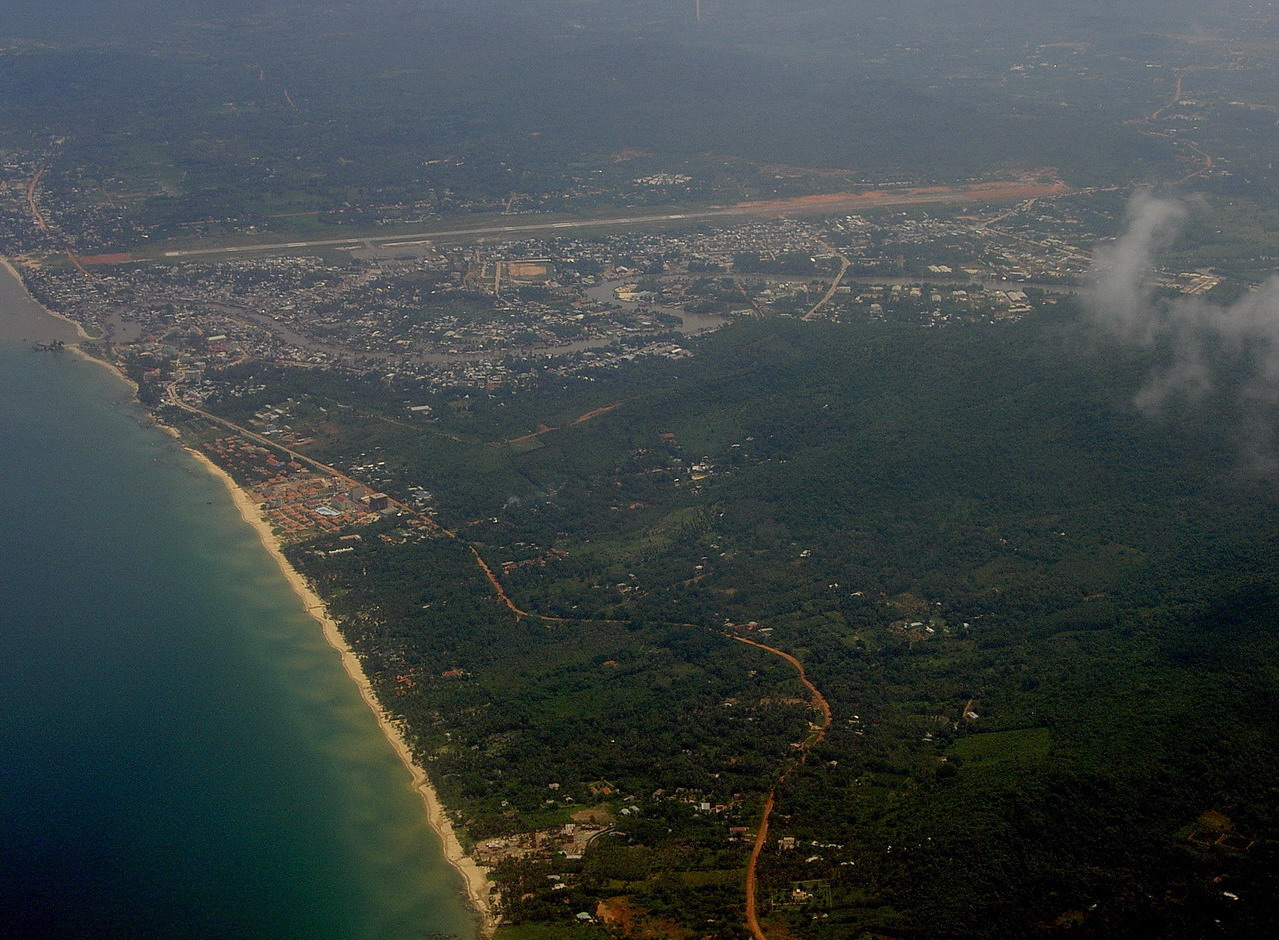
Bờ biển Phú Quốc
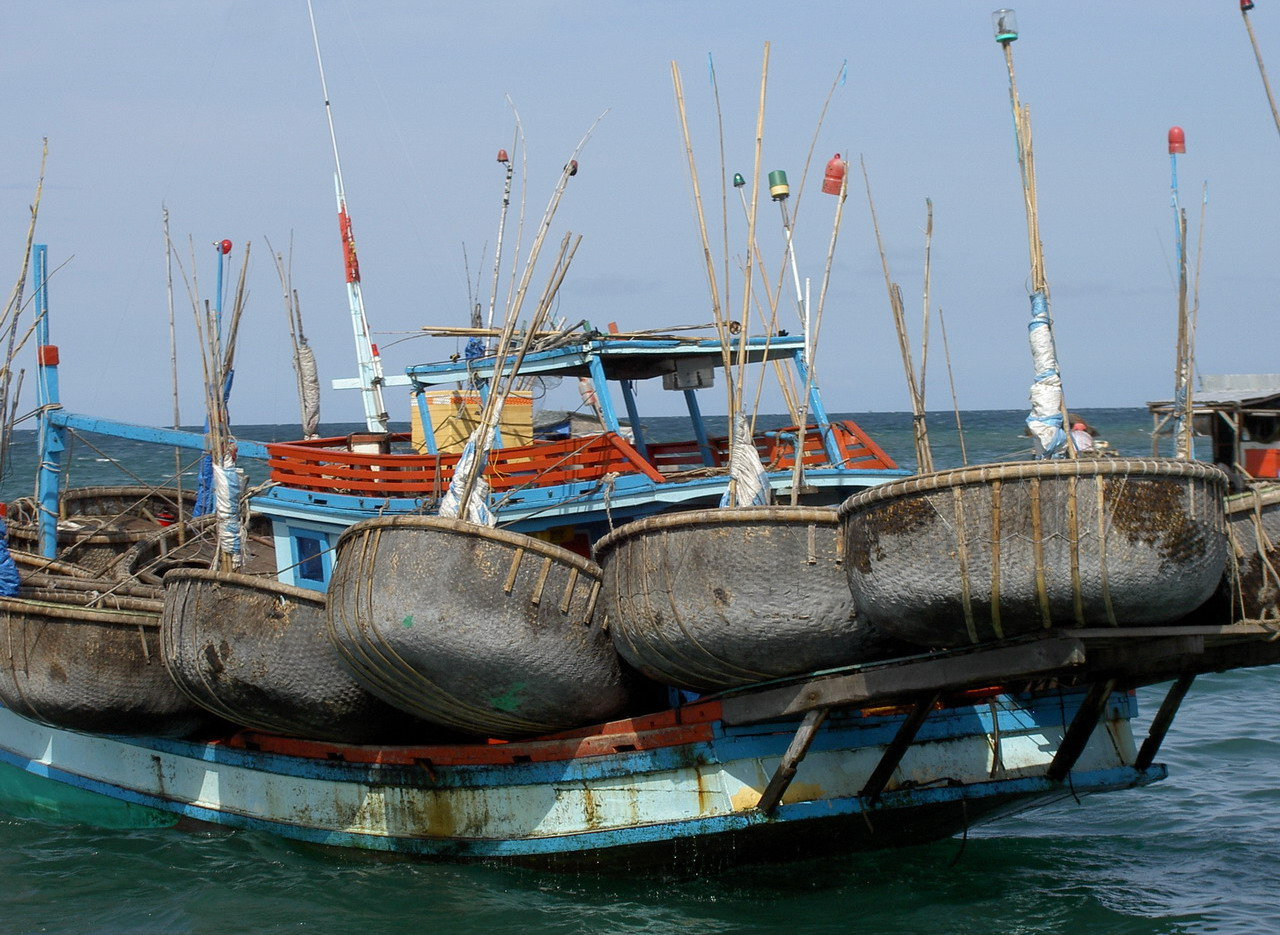
Tàu đánh cá mực
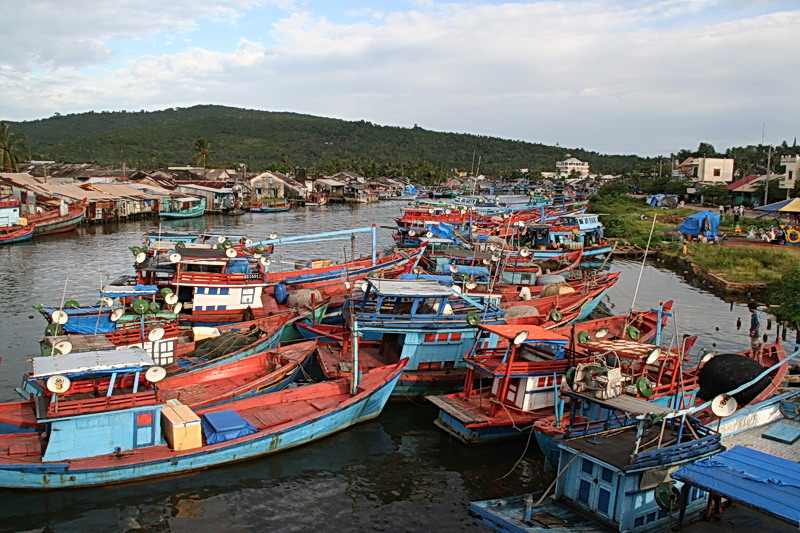
Tàu đánh cá
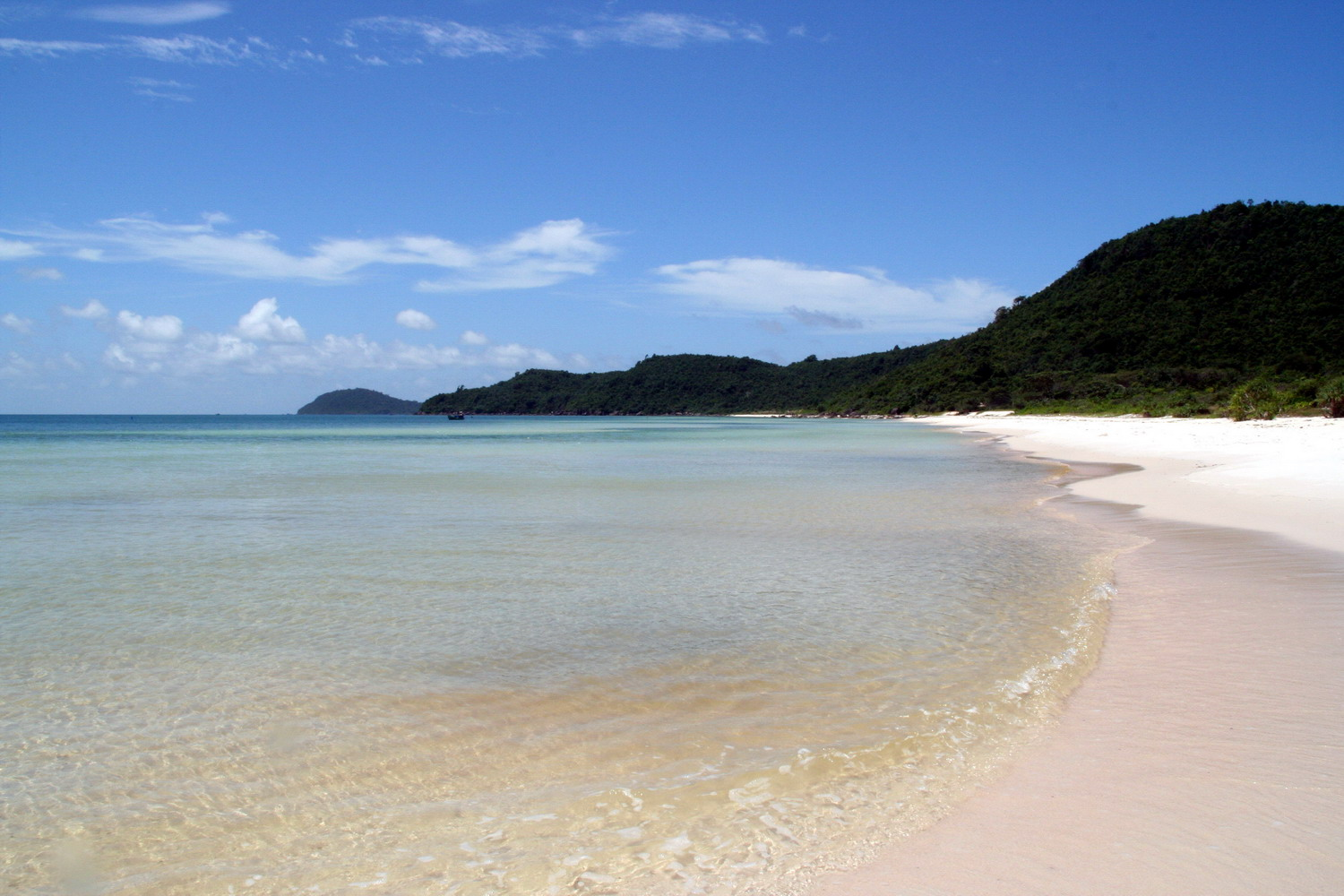
Bãi Sao Phú Quốc
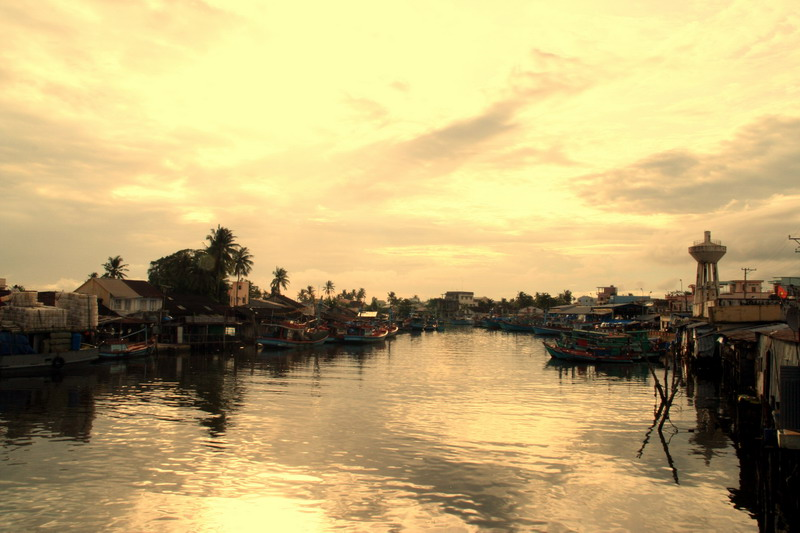
Sông Dương Đông
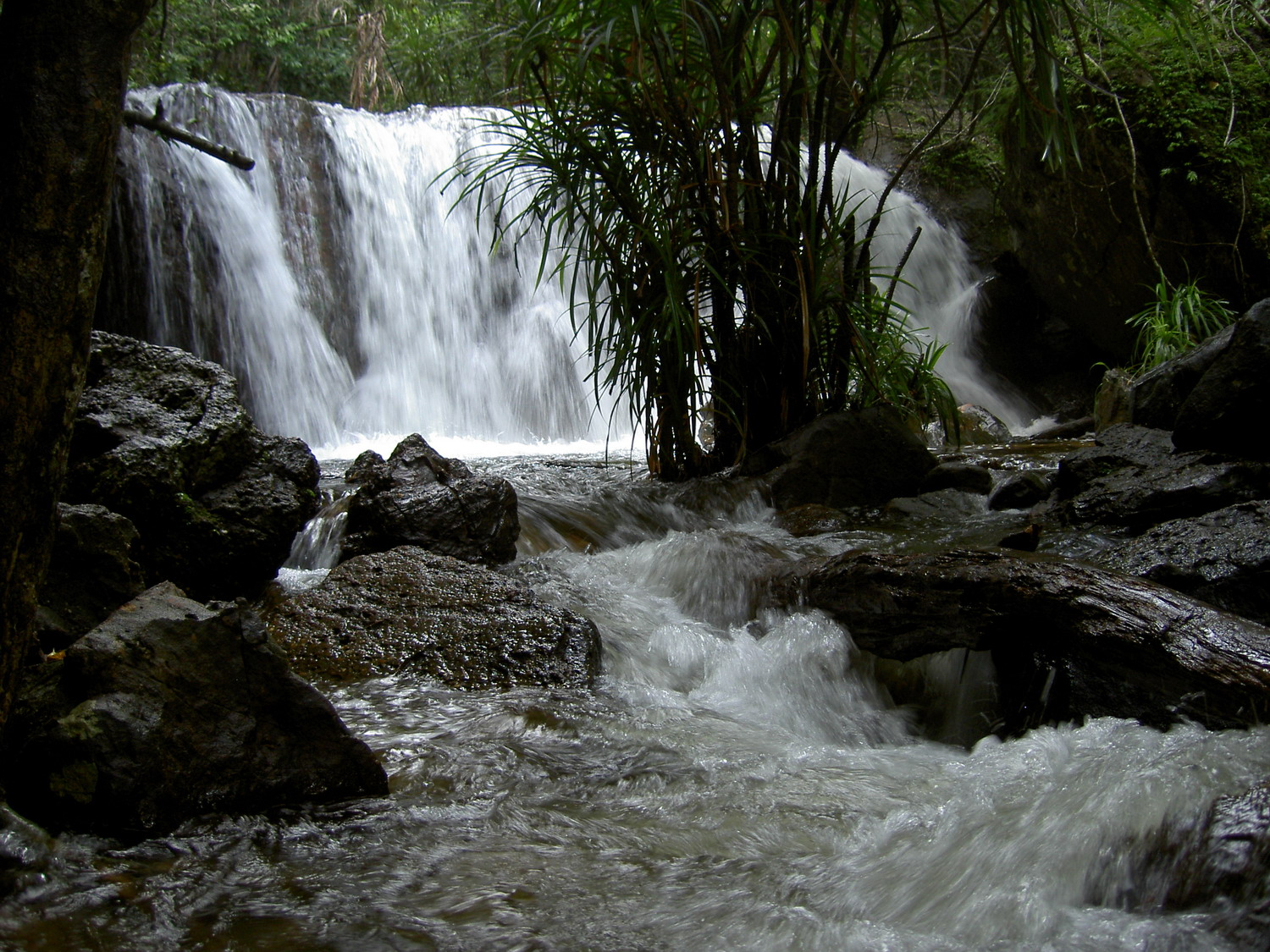
Suối Tranh
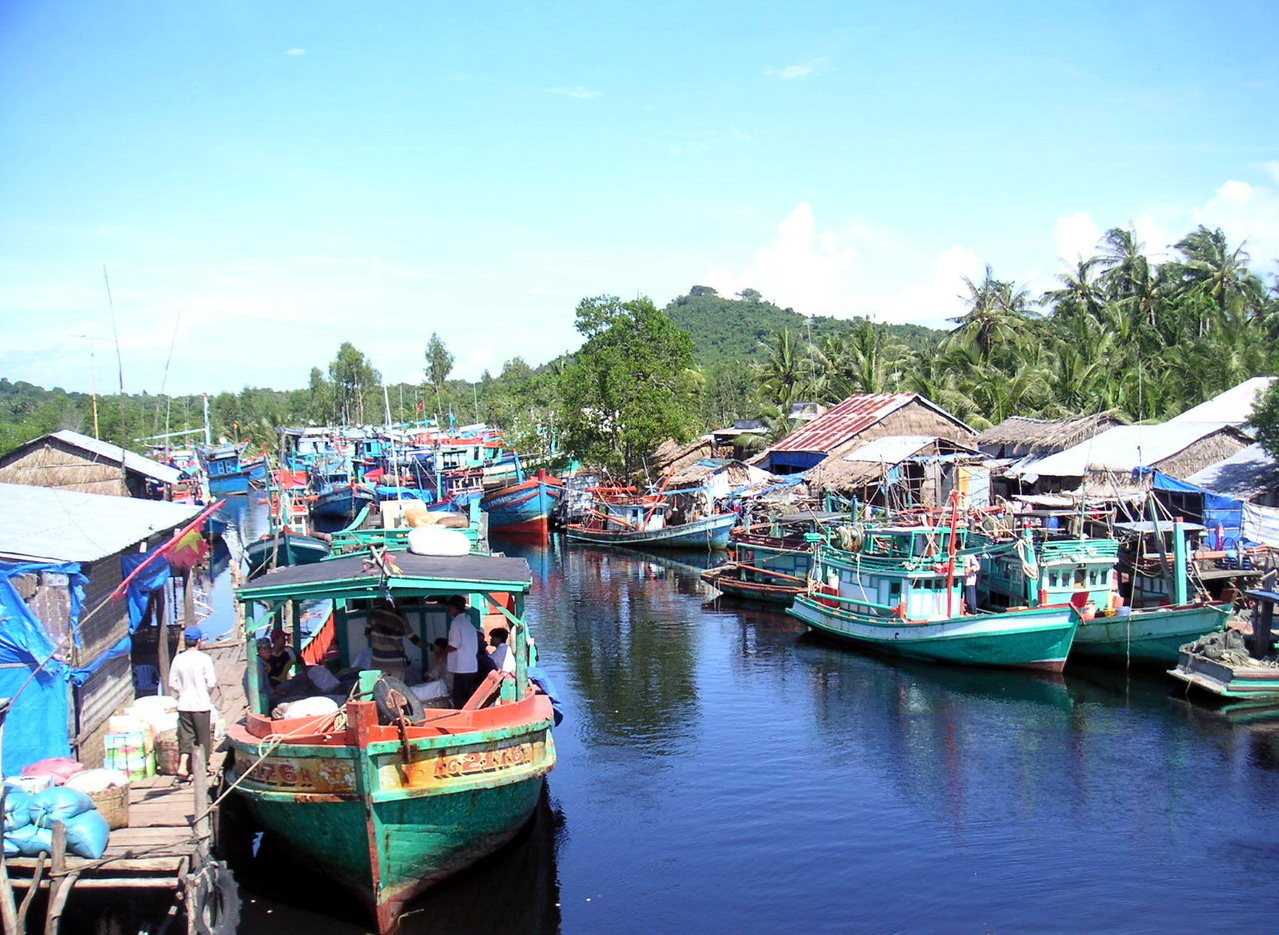
Làng đánh cá